# Spacewatch
| LINEAR NEAT Spacewatch LONEOS | CSS Pan-STARRS NEOWISE ostali |

Spacewatch je projekt kojem upravlja Sveučilište Arizona, koji se specijalizirao u proučavanju malih tijela i različite vrste asteroida i kometa u sunčevom sustavu.
Projekt su 1980. osnovali prof. Tom Gehrels i dr. Robert S. McMillan, koji je trenutno voditelj projekta.
Spacewatch projekt uspio je otkriti jedan Jupiterov satelit, koji je kasnije nazvan Kaliroa. Među ostalim važnim otkrićima su otkrića asteroida 60558 Eheklo, 5145 Fol i 20000 Varuna. 

## Vanjske poveznice
- Službena stranica projekta Spacewatcha